# Salvatore Lantieri
Salvatore Lantieri (Siracusa, 30 settembre 1944) è un pallamanista e allenatore di pallamano italiano, ha ricoperto l'incarico di allenatore del C.C. Ortigia Siracusa.

## Carriera

### Allenatore
Salvatore Lantieri, è stato il primo allenatore del C.C. Ortigia Siracusa. Tecnico di 3º livello, si è affiliato alla federazione nel 1978. Fin da subito ha cominciato ad allenare i biancoverdi (all'epoca erano nel settore femminile), centrando nel 1979 al primo anno la promozione in Serie B. Grazie al suo contributo, rimarrà parte attiva dello sviluppo del movimento pallamanistico nella città di Siracusa..